# La chiesa
La chiesa es una película italiana de 1989 dirigida por Michele Soavi y escrita por Dario Argento, Franco Ferrini y el propio Soavi. Fue protagonizada por Hugh Quarshie, Tomas Arana, Barbara Cupisti, Asia Argento, Feodor Chaliapin, Jr. y Giovanni Lombardo Radice.

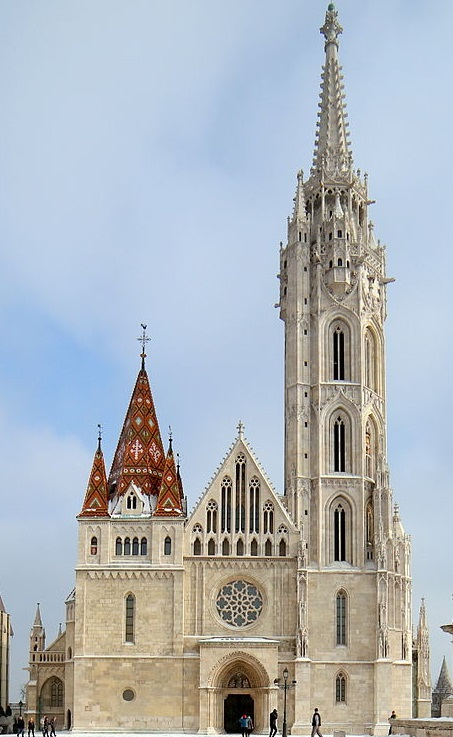
Los exteriores fueron filmados en la iglesia de Matías de Budapest

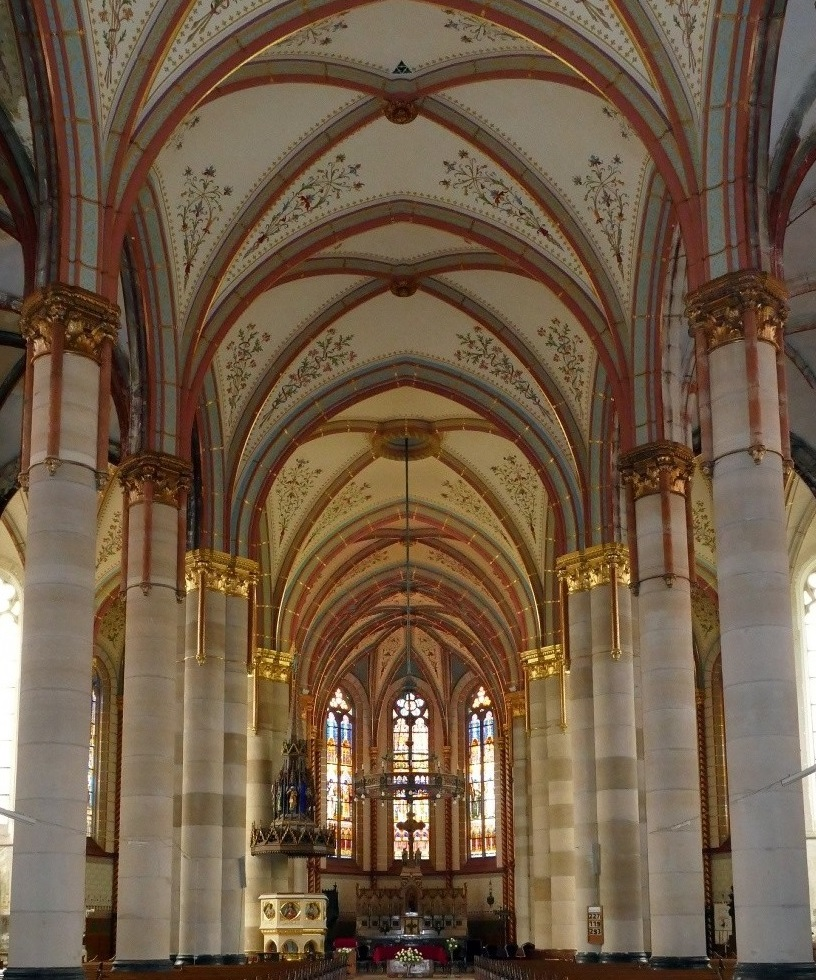
Aspecto interior de la iglesia de Santa Isabel de Budapest donde se filmaron las escenas interiores

## Sinopsis
En la Alemania medieval, una banda de caballeros teutones masacra a un pueblo de supuestos adoradores del diablo y entierra sus cuerpos bajo tierra, construyendo una catedral gótica sobre la fosa común como medio para contener el mal demoníaco que hay en su interior. En el presente, el nuevo bibliotecario de la catedral, Evan, llega para su primer día de trabajo. Conoce a Lisa, una artista que supervisa la restauración de los elaborados frescos de la iglesia. Aunque el arzobispo le recomienda a Evan no explorar las catacumbas, este hace caso omiso y accidentalmente desata de nuevo la maldad en el lugar.
La película se rodó en Budapest, Roma y Hamburgo. Los exteriores fueron filmados en la iglesia de Matías de la capital húngara, mientras los interiores son de la iglesia de Santa Isabel también en Budapest. Para la última escena se utilizaron las ruinas de la iglesia de San Nicolás de Hamburgo y algunas escenas fueron filmadas en estudios cinematográficos de Roma.

## Reparto
- Hugh Quarshie es Gus
- Tomas Arana es Evan
- Asia Argento es Lotte
- Barbara Cupisti es Lisa
- Giovanni Lombardo Radice es Dominic
- Feodor Chaliapin, Jr. es el arzobispo
- John Karlsen es Heinrich
- John Richardson es el arquitecto
- Michele Soavi es el oficial de policía